# I Want a New Duck
I Want a New Duck è un singolo del cantautore statunitense "Weird Al" Yankovic, pubblicato nel luglio 1985 come quarto estratto dal terzo album in studio Dare to Be Stupid.

## Descrizione
Il brano è la parodia della canzone I Want a New Drug degli Huey Lewis and the News. La canzone parla di un uomo che elenca i suoi motivi per avere un nuovo papero domestico.

## Tracce
1. I Want a New Duck – 3:01
2. Cable TV – 3:52